# Unione Sportiva Lucchese Libertas 1973-1974
Questa pagina raccoglie le informazioni riguardanti l'Unione Sportiva Lucchese Libertas nelle competizioni ufficiali della stagione 1973-1974.

## Rosa
| N. |                   | Ruolo | Calciatore        |
| -- | ----------------- | ----- | ----------------- |
|    | Italia (bandiera) | A     | Alberto Motti     |
|    | Italia (bandiera) | C     | Luigi Bertocco    |
|    | Italia (bandiera) | C     | Sauro Bonetti     |
|    | Italia (bandiera) | C     | Paolino Bozza     |
|    | Italia (bandiera) | A     | Aldo Busilacchi   |
|    | Italia (bandiera) | C     | Federico Caputi   |
|    | Italia (bandiera) | A     | Fabio Ferrario    |
|    | Italia (bandiera) | P     | Albano Fiorini    |
|    | Italia (bandiera) | C     | Giancarlo Hellies |
|    | Italia (bandiera) | D     | Adriano Martelli  |

| N. |                   | Ruolo | Calciatore         |
| -- | ----------------- | ----- | ------------------ |
|    | Italia (bandiera) | D     | Antonio Matteoni   |
|    | Italia (bandiera) | C     | Michele Moro       |
|    | Italia (bandiera) | A     | Alfredo Motti      |
|    | Italia (bandiera) | D     | Abramo Pagani      |
|    | Italia (bandiera) | D     | Giovanni Piccinini |
|    | Italia (bandiera) | D     | Felicino Pollacchi |
|    | Italia (bandiera) | C     | Gaetano Salvemini  |
|    | Italia (bandiera) | D     | Raffaele Schicchi  |
|    | Italia (bandiera) | P     | Luciano Zamparo    |
|    | Italia (bandiera) |       | Zanon              |